# Agnieszka Rojewska
Agnieszka Rojewska – profesjonalna baristka - kawiarka i trener baristów. Od września 2012 prowadzi razem z Mateuszem Gacą kawiarnię Brisman Kawowy Bar w Poznaniu. Magister zarządzania i doktorantka na Uniwersytecie Ekonomicznym w Poznaniu.

## Osiągnięcia krajowe
- Mistrzyni Polski Barista 2016[1]
- Mistrzyni Polski Latte Art 2016[2]
- Mistrzyni Polski Barista 2015[3]
- Wicemistrzyni Polski Barista 2014
- Zwycięstwo w III Pucharze Latte Art w ramach Festiwalu Kawy w Łodzi w 2014 roku[4]
- Mistrzyni Polski Latte Art 2014[5]
- Zwycięstwo w Ogólnopolskich Zawodach Baristów w ramach Festiwalu Kawy w Łodzi w 2013 roku[6]
- II Wicemistrzyni Polski Latte Art 2011

## Osiągnięcia międzynarodowe
- Mistrzyni Świata Baristów - 2018 World Barista Championship, Amsterdam[7].
- Reprezentowała Polskę podczas Mistrzostw Świata Latte Art 2017 w Budapeszcie - gdzie weszła do finału i zajęła 3. miejsce[8].
- Reprezentowała Polskę podczas Mistrzostw Świata Latte Art 2016 w Szanghaju - gdzie weszła do finału i zajęła 5. miejsce[1].
- Zwycięstwo w Milano Latte Art Challenge 2015[9]
- Reprezentowała Polskę podczas Mistrzostw Świata Baristów 2015 w Seattle[10]
- Reprezentowała Polskę podczas Mistrzostw Świata Latte Art 2014 w Melbourne - gdzie zajęła 17. miejsce[11].